# Gordonia brandegeei
Gordonia brandegeei är en tvåhjärtbladig växtart som beskrevs av Hsüan Keng. Gordonia brandegeei ingår i släktet Gordonia och familjen Theaceae. Inga underarter finns listade i Catalogue of Life.